# ورم خلايا سيرتولي
ورم خلايا سيرتولي (بالإنجليزية:Sertoli cell tumour) هو ورم ينشأ من خلايا سيرتولي، فعلى الرغم من وجود تلك الخلايا طبيعياً فقط في الخصيتين إلا أن هذا النوع من الأورام من الممكن أن ينشأ نادراً من المبيضين في الإناث.
الورم الذي ينشأ من كلِ من خلايا سيرتولي وخلايا لايديغ يسمى بورم خلايا لايديغ وسيرتولي.

## العلامات
نتيجة كثرة هرمون الإستروجين المُفرز من تلك الأورام فإن ثلث المرضى الذكور تكون شكواهم من حدوث استئناث تدريجي.

## التشخيص

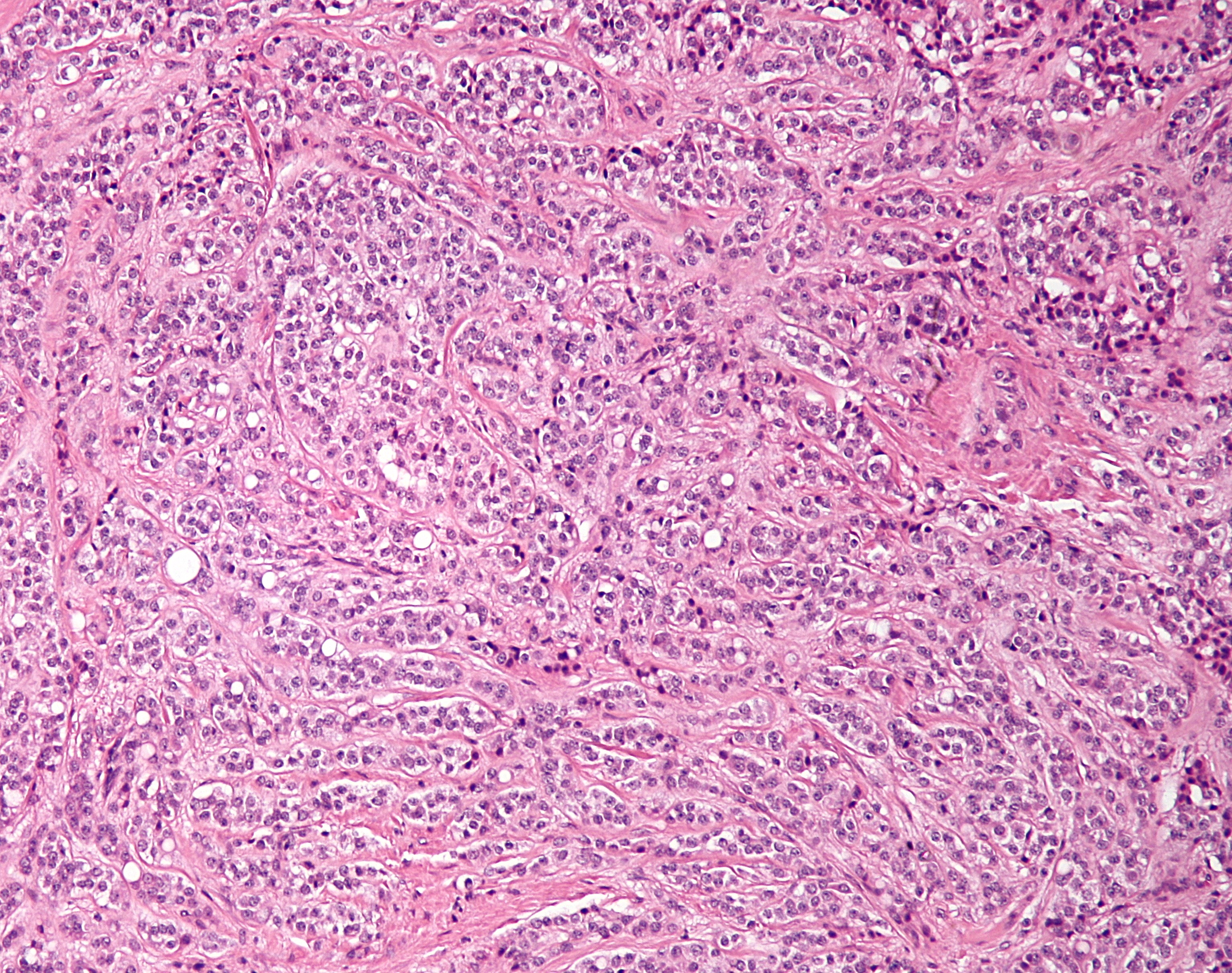
صورة مجهرية لورم خلايا سيرتولي باستخدام صبغة الهيماتوكسيلين والأيوسين.

وجود أورام بالمبيض مع خلل في الهرمونات يشير إلى وجود ورم خلايا ليديغ، أو ورم الخلايا المحببة أو ورم قرابي. على الرغم من أن حدوث الاضطرابات الهرمونية في ورم خلايا لايديغ يكون فقط في ثلثي الحالات، وبالتالي فإن
التشخيص القاطع يتم عن طريق الفحص المجهري للأنسجة، كجزء من التقرير المرضي أثناء أو بعد الجراحة.

## العلاج
الجراحة هي العلاج المعتاد. في النساء،استئصال قناة فالوب والمبيض على جانب واحد للحفاظ على الخصوبة، هو العلاج الأغلب. في حالة الأورام السرطانية فإن الجراحة تكون جذرية وفي أغلب الأحيان يعقُبُها معالجةٌ كيميائيةٌ مساندة، وأحياناً علاجٌ اشعاعي.
في جميع الحالات، يُتبع العلاج الأولي بالمراقبة. لأنه في كثير من الحالات لا يُنتِج ورم خلايا سيرتولي ارتفاع في واسمات الأورام "Tumor marker".
تركيز المراقبة يكون على الفحص البدني المتكرر والتصوير التشخيصي.

## في غير البشر
من المعروف أيضاً إمكانية حدوث ورم خلايا سيرتولي في البط، الكلاب والأحصنة.

## صور إضافية
ً

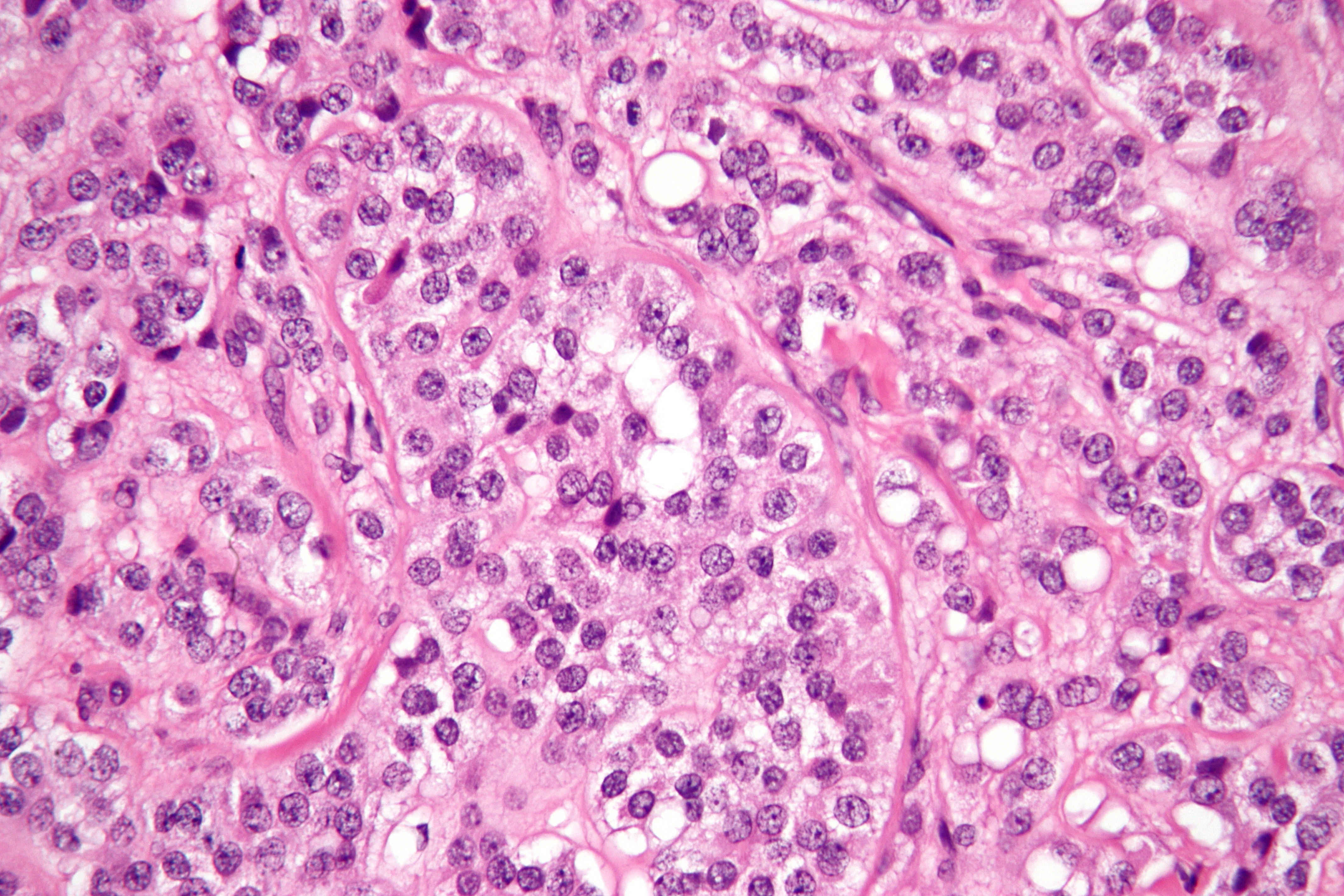
صورة مجهرية من ورم خلايا سيرتولي.
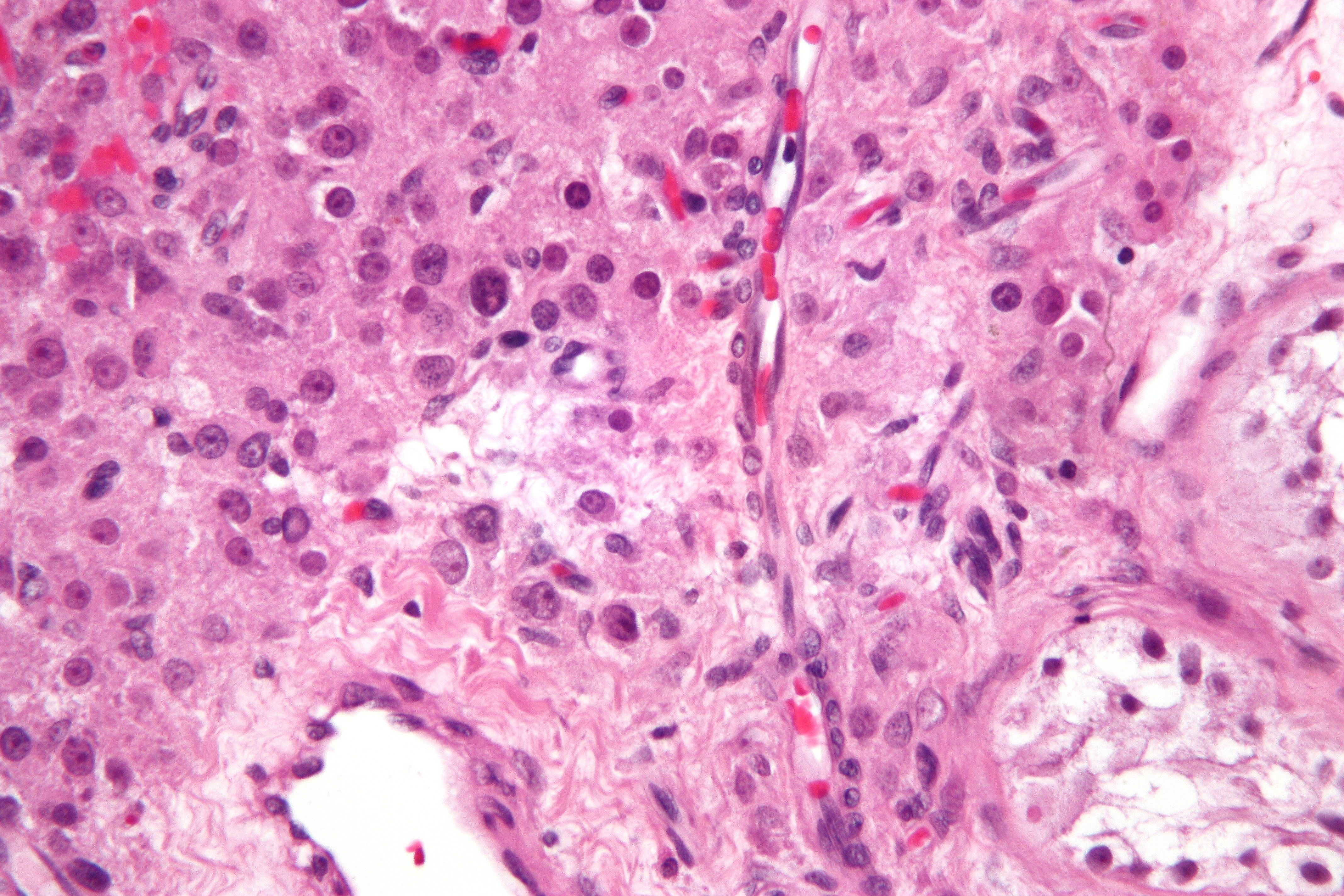
صورة مجهرية من ورم خلايا لايديغ.

## وصلات خارجية
- humpath.com